# Joseph Hanefeldt
Joseph Gerard Hanefeldt (ur. 25 kwietnia 1958 w Creighton, Nebraska) – amerykański duchowny katolicki, biskup Grand Island od 2015.

## Życiorys
Święcenia kapłańskie otrzymał 14 lipca 1984. Został inkardynowany do archidiecezji Omaha. Pracował głównie jako duszpasterz parafialny, jednocześnie przez kilkanaście lat kierując wydziałem kurialnym ds. ochrony życia. W latach 2007–2012 był ojcem duchownym rzymskiego Papieskiego Kolegium Północnoamerykańskiego.
14 stycznia 2015 papież Franciszek mianował go biskupem ordynariuszem diecezji Grand Island. Sakry udzielił mu 19 marca 2015 metropolita Omahy - arcybiskup George Joseph Lucas. 